# 鳥羽村 (福井県)
鳥羽村（とばむら）は福井県遠敷郡にあった村。現在の三方上中郡若狭町の中部、小浜線・大鳥羽駅の周辺にあたる。

## 地理
- 河川：鳥羽川

## 歴史
- 1889年（明治22年）4月1日 - 町村制の施行により、海士坂村、麻生野村、三生野村、無悪村、黒田村、三田村、大鳥羽村、小原村、長江村、山内村及び持田村の区域をもって、鳥羽村が発足する。
- 1954年（昭和29年）1月1日 - 三宅村、鳥羽村、瓜生村、熊川村及び野木村が合併して、上中町が発足する。

## 交通

### 鉄道路線
- 日本国有鉄道
  - 小浜線
    - 大鳥羽駅